# Chloridolum scutellatum
Chloridolum scutellatum là một loài bọ cánh cứng trong họ Cerambycidae.